# Reuben Setrowidjojo
Reuben Setrowidjojo is een Surinaams politicus. Hij was van 1985 tot 1986 minister van Sociale Zaken en Volkshuisvesting.

## Biografie
Reuben Setrowidjojo was lid van de Javaanse politieke partij KTPI en werd tijdens de verkiezingen van 1977 gekozen tot lid van de Staten van Suriname.
In de jaren 1980, tijdens het militaire regime in Suriname, werkte hij als secretaris van het Algemene Ouderdoms Fonds op het ministerie van Sociale Zaken en Volkshuisvesting (SoZaVo). Vervolgens trad hij op 28 juni 1985 toe tot het kabinet-Udenhout II als minister van ditzelfde ministerie, nadat drie vakbondsvertegenwoordigers het kabinet hadden verlaten. Een belangrijke reden om voor hem te kiezen lag voor legerleider Desi Bouterse etnisch, omdat hij wilde dat er ten minste één Javaanse Surinamer in het kabinet moest zitten.
- International Standard Name Identifier: 0000 0003 8931 8340
- Nederlandse Thesaurus van Auteursnamen: 12440362X
- Virtual International Authority File: 282688091